# Stefanija Turkewytsch

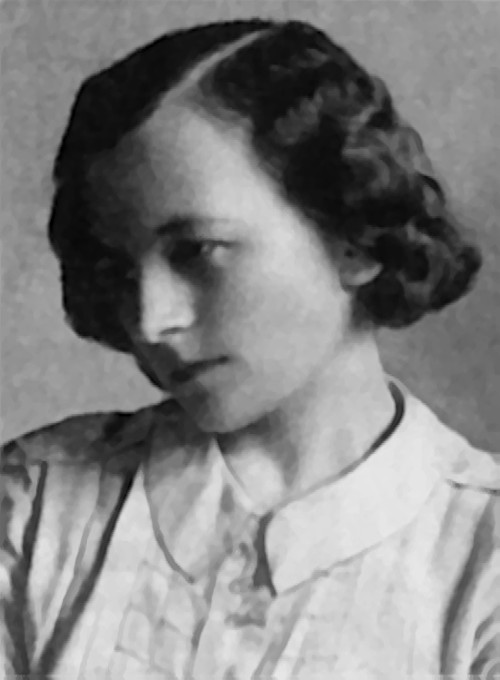
Stefanija Turkewytsch 1920

Stefanija Iwaniwna Turkewytsch-Lukijanowytsch (ukrainisch Стефанія Іванівна Туркевич-Лукіянович; * 25. April 1898 in Lemberg, Galizien, Österreich-Ungarn; † 8. April 1977 in Cambridge, Großbritannien) war eine ukrainische Komponistin, Pianistin und Musikwissenschaftlerin.

## Leben
Ersten Musikunterricht erhielt sie von ihrer Mutter, einer Schülerin von Karol von Mikuli und Vilém Kurz, die auch die junge ukrainische Sopranistin Salome Kruschelnytska begleitet hatte. Nach dem Ersten Weltkrieg studierte sie klassische Komposition bei Wassyl Barwinskyj (Василь Олександрович Барвінський; 1888–1963) und Klavier bei Vilém Kurz und Jerzy Lalewicz (Єжи Лялевич) am, nach Mykola Lyssenko benannten Höheren Musikinstitut in Lwiw.
Anschließend zog sie nach Österreich und studierte bei Guido Adler an der Universität Wien und Joseph Marx an der Musikakademie.
1925 reiste sie mit ihrem ersten Ehemann Robert Lissowskyj nach Berlin, wo sie bei Franz Schreker und Arnold Schönberg studierte. Von Berlin ging sie nach Prag und studierte dort bei Zdeněk Nejedlý an der Karlsuniversität, bei Otakar Šín am Prager Konservatorium und bei Vítězslav Novák an der Musikakademie. 1934 promovierte sie in Musikwissenschaft an der Ukrainischen Freien Universität in Prag über ukrainische Elemente in den Opern von Pjotr Tschaikowski.
Zwischen 1935 und 1939 lehrte sie Harmonielehre und Klavier am, nach Mykola Lyssenko benannten Höheren Musikinstitut in Lwiw und von 1940 bis 1944 unterrichtete sie dort am Konservatorium, war Klavierbegleiterin an der Oper Lwiw und Pianistin für das Radio.
Auf der Flucht vor der Roten Armee emigrierte sie 1946 mit ihrem zweiten Ehemann Narzys Lukijanowytsch (Нарциз Денисович Лукіянович; 1907–1985) nach Großbritannien und arbeitete dort an ihren Kompositionen. Sie schuf Ballettmusik und eine Oper, komponierte vier Symphonien, liturgische Musik, Kammermusik sowie Stücke für Klavier und Kunstlieder.
Stefanija war die Mutter der Malerin Soja Lissowska-Nyschankiwska (Зоя Робертівна Лісовська-Нижанківська; * 1927).

## Kompositionen

### Symphonische Werke
- Sinfonie Nr. 1 – 1937
- Sinfonie Nr. 2(a) – 1952
- Sinfonie Nr. 2(b) (2. Fassung)
- Symphonie – 1956
- Drei symphonische Skizzen – 3. Mai, 1975
- Symphonisches Gedicht «La Vita»
- Weltraumsinfonie – 1972
- Suite für Doppelstreichorchester
- Fantasie für Doppelstreichorchester

### Ballett
- Das Mädchen mit den verdorrten Händen – Bristol, 1957
- Die Halskette
- Frühling – (Kinderballett) 1934-5
- Mavka – „Die Waldnymphe“ (a)  – 1964-7 – Belfast
- Mavka – „Die Waldnymphe“ (b) – 1964-7 – Belfast
- Vogelscheuche – 1976

### Oper
- Mavka – (unvollendet) basierend auf Lessja Ukrajinkas „Das Waldlied“

### Kinderopern
- Zar Okh oder das Herz von Oksana – 1960
- Der junge Teufel
- Ein Gemüsegarten – 1969

### Chorwerke
- Liturgie – 1919
- Psalm an Sheptytsky
- Vor der Schlacht
- Triptychon
- Wiegenlied (Ah, keine Katze) – 1946

### Kammer – Instrumentalwerke
- Sonate für Violine und Klavier – 1935
- Streichquartett (a) – 1960 – 1970
- Streichquartett (b) – 1960 – 1970
- Trio für Violine, Viola und Cello – 1960 – 1970
- Klavierquintett  – 1960 – 1970
- Bläsertrio –1972

### Klavierwerke
- Variationen über ein ukrainisches Thema
- Fantasie: Suite für Klavier über ukrainische Themen – 1940
- Improvisiert – 1962
- Groteske – 1964
- Bergsuite – 1966 – 1968
- Stückezyklus für Kinder – 1936 – 1946
- Ukrainische Weihnachtslieder und Shchedrivka
- Gute Nachricht
- Weihnachten mit Harlekin – 1971

### Sonstiges
- i. – Herz – Solostimme mit Orchester
- ii. – Lorelei – Erzähler, Harmonium und Klavier 1919 – Worte von Lesia Ukrainka
- iii. – Mai – 1912
- iv. – Volksliedthemen
- v. – Platz der Unabhängigkeit – Klavierstück
- vi. – Lemky Lied für Stimme und Streicher